# 斑鹑
斑鹑是齿鹑科斑鹑属下唯一的种，为墨西哥特有鸟类。